# Lásadrangur
Le Lásadrangur est un ancien stack d'Islande situé dans le Sud du pays, à proximité immédiate de la Hjörleifshöfði située au nord et de l'Arnardrangur, un autre rocher, au sud-est.